# Frères Bandiera
Pour les articles homonymes, voir Bandiera.
Attilio Bandiera (né à Venise le 24 mai 1810) et Emilio Bandiera (né à Venise le 20 juin 1819) sont des patriotes italiens, sujets autrichiens, fusillés à Rovito le 25 juillet 1844.

## Biographie
Les frères Bandiera appartiennent à une famille noble. Ils sont les fils du baron Francesco Bandiera, amiral de la marine impériale autrichienne, et d'Anna Marsić. Ainsi, ils sont intégrés dans la noblesse autrichienne, ce qui leur permet d'être officiers de la marine impériale des Habsbourg.
Les frères Bandiera adhèrent aux idées de Giuseppe Mazzini et fondent une société secrète, l’Esperia. La plupart des officiers et des matelots de la marine autrichienne étaient alors de culture italienne ou croate : les frères Bandiera font de la propagande patriotique italienne auprès des premiers. Attilio prévoit de saisir un navire de guerre des Habsbourg, la frégate Bellona, alors à Smyrne, sur laquelle il sert sous les ordres de son père. Après avoir été dénoncé, il fuit vers Corfou, dans la république des îles Ioniennes sous protectorat britannique, où il est rejoint par son frère le 13 juin 1844. Tous deux sont portés déserteurs.
Pendant l'agitation nationaliste italienne dans le royaume des Deux-Siciles, des rumeurs affirment que la population est prête à se soulever en masse dès l'apparition d'un leader. Les frères Bandiera, encouragés par Mazzini, planifient alors un raid sur la côte calabraise. À Corfou, ils rassemblent un groupe d'une vingtaine d'hommes prêts à sacrifier leurs vies, dont le barois Vito Infante, le brigand calabrais Giuseppe Melusi et le corse Pietro Boccheciampe (en Corse aussi, à l'époque, il existait un fort sentiment patriotique italien). Ce groupe compte en outre un certain Battistino qui est alors domestique au service du baron calabrais Domenico de Nobili. Battistino, au courant de plusieurs détails sur l'expédition prévue par les frères Bandiera, en révèle plusieurs, par inadvertance, à son maître le baron de Nobili. Celui-ci, avant même que l'expédition n'ait débuté, dénonce le projet des Bandiera au consul pontifical et sarde de Corfou Nicola Mosca, ainsi qu'aux consuls de l'Autriche von Mayersbach, et du royaume de Naples Gregorio Balsamo. Ainsi, les frères Bandiera étaient déjà trahis avant même d'être partis, le gouvernement autrichien ayant révélé le projet d'insurrection au gouvernement napolitain,,,.
Ignorant ce fait, les frères Bandiera mettent le cap sur leur destination le 12 juin 1844. Quatre jours plus tard, le 16 juin 1844, ils débarquent en Calabre à l'embouchure de la rivière Neto, près de Crotone dans l'intention d'aller à Cosenza libérer les prisonniers politiques et émettre leur proclamation. Mais ils ne trouvent pas d'insurgés, car l'insurrection de Cosenza a pris fin et il n'y a plus aucune rébellion contre l'autorité du roi de Naples. Les frères veulent cependant poursuivre leur entreprise et partent pour Sila. Ils sont trahis par un membre de leur groupe, Boccheciampe, et signalés aux autorités par des paysans qui les prennent pour des pirates turcs.
La recherche des rebelles par les gardes civils des Bourbons de Naples commence immédiatement. Lorsque le petit groupe se trouve devant les portes de San Giovanni in Fiore, il est repéré par les gardes civils, et après un court combat qui a lieu vers le lieu-dit Stragola, ils sont capturés, à l'exception du brigand Giuseppe Melusi qui connaît très bien la région, étant lui-même originaire de San Giovanni in Fiore. Ils sont d'abord emmenés dans la prison de la ville, tandis que leurs blessés sont transportés à Cosenza. Les prisonniers sont présentés devant une cour martiale qui les condamne à mort. Le roi Ferdinand II se montre sévère et en gracie peu ; les frères Bandiera, ainsi que sept autres compagnons, Giovanni Venerucci, Anacarsi Nardi, Nicola Ricciotti, Giacomo Rocca, Domenico Moro, Francesco Berti et Domenico Lupatelli, sont fusillés dans le vallon le 25 juillet 1844. Ils tombent aux cris de Viva l'Italia !. Huit prisonniers voient leur condamnation à mort commuée en peine à vie aux galères.
Les corps des neuf fusillés sont enterrés dans le cimetière de l'église de Sant'Agostino, puis dans la cathédrale de Cosenza. Ceux des frères Bandiera et de Domenico Moro seront ramenés à Venise le 18 juin 1867, environ un an après le rattachement de Venise à l'Italie à l'issue de la Troisième guerre d'Indépendance italienne. Les trois dépouilles sont enterrées dans la basilique de San Zanipolo.

## Conséquences
Bien qu'elle n'ait obtenu aucun résultat, la tentative des frères Bandiera connut un immense retentissement moral dans toute l'Italie et suscita une condamnation de l'action des autorités royales napolitaines, permettant à leur martyre de porter ses fruits dans les révolutions ultérieures. Elle a également suscité une profonde émotion en Grande-Bretagne, où l'on crut que le secret de la correspondance des frères Bandiera avec Mazzini avait été violé, et que des informations sur l'expédition projetée avaient été transmises aux gouvernements austro-hongrois et napolitain par le Foreign Office, dont dépendait alors la république des îles Ioniennes.

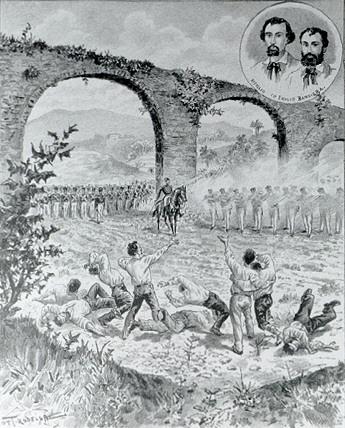
Exécution des frères Bandiera.
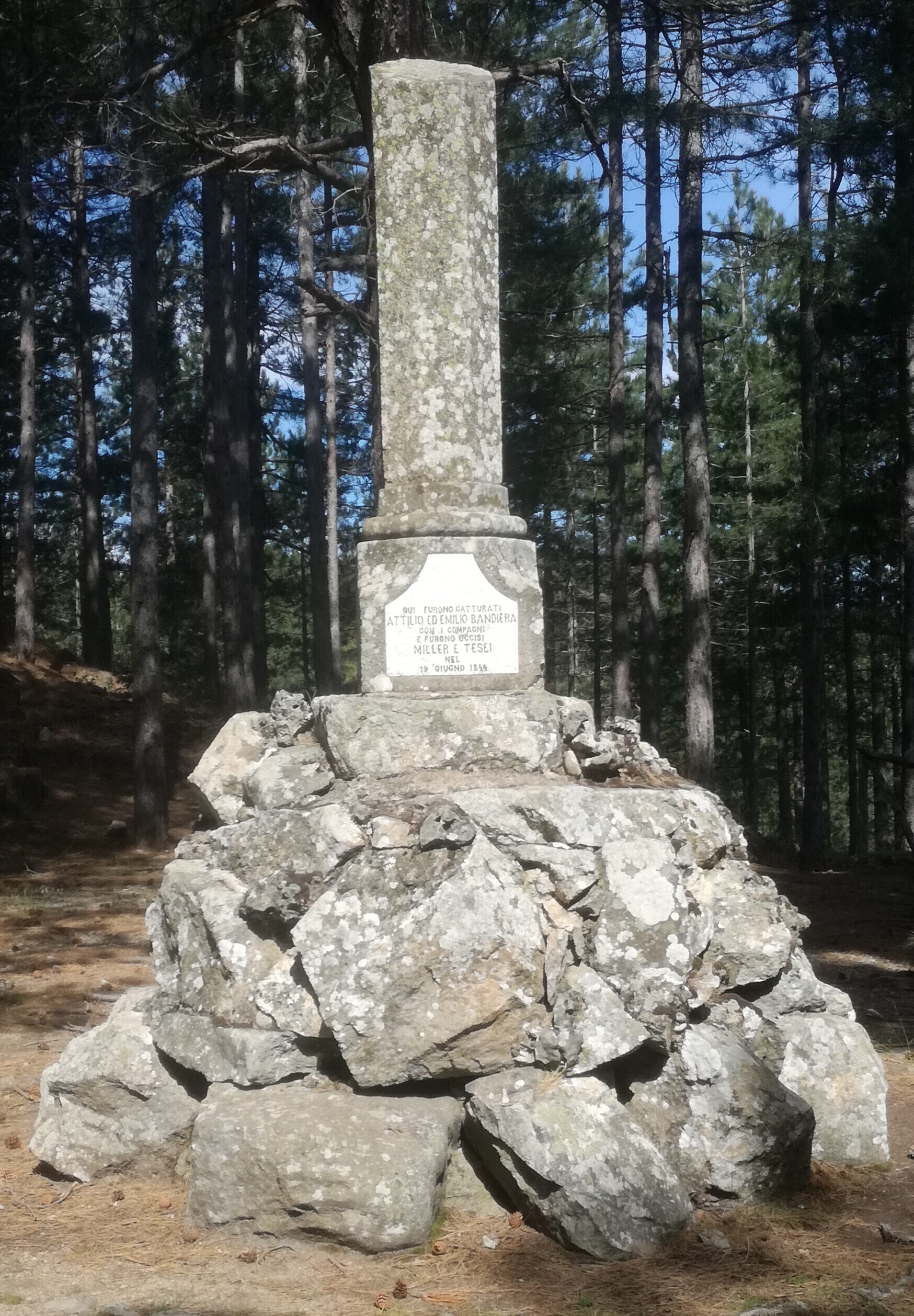
Le Cippo della Stragola, stèle commémorant la capture des frères Bandiera survenue en ce lieu.
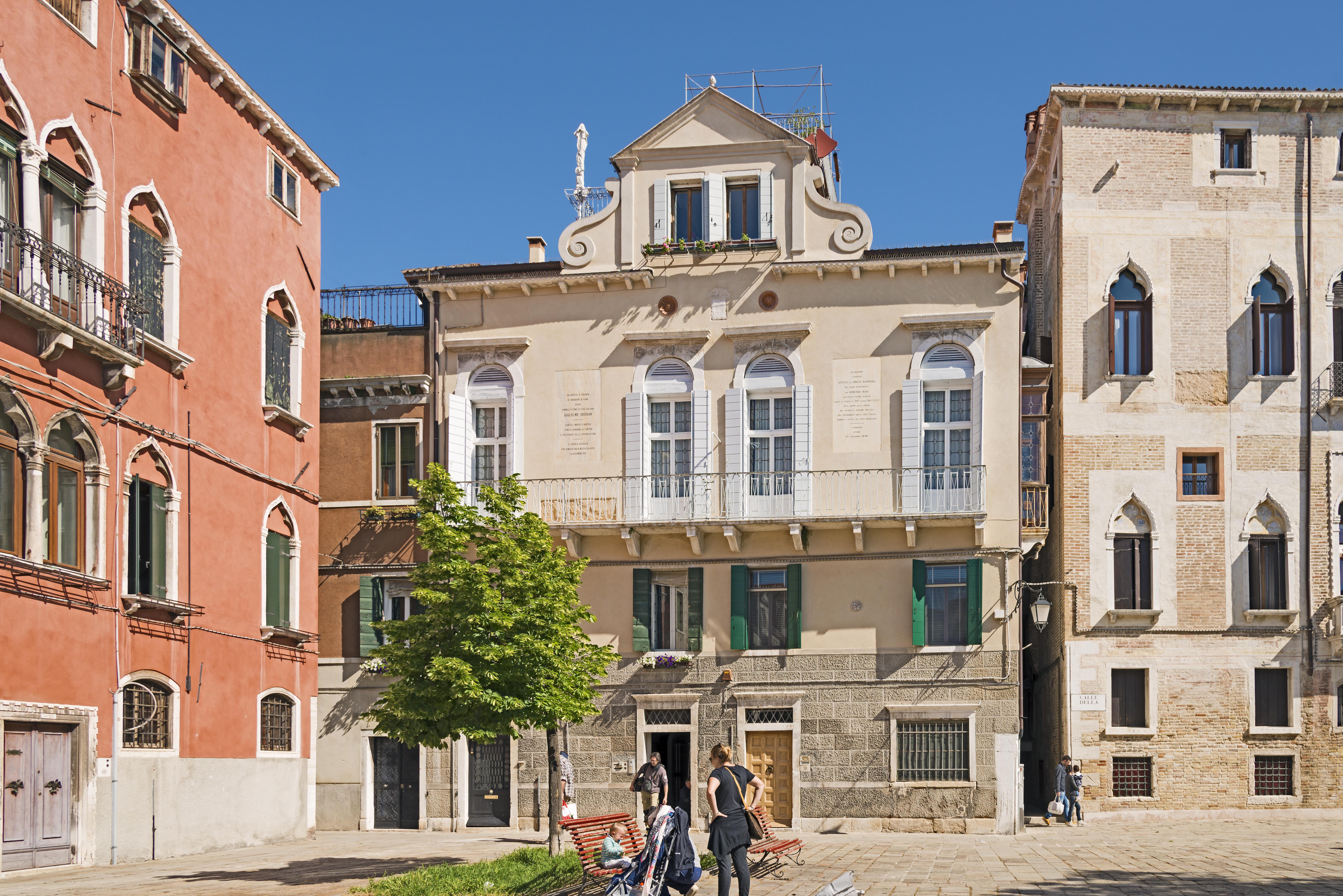
Palais Soderini, Maison d'Attilio et Emilio Bandiera. Façade sur le Campo Bandiera e Moro à Venise.
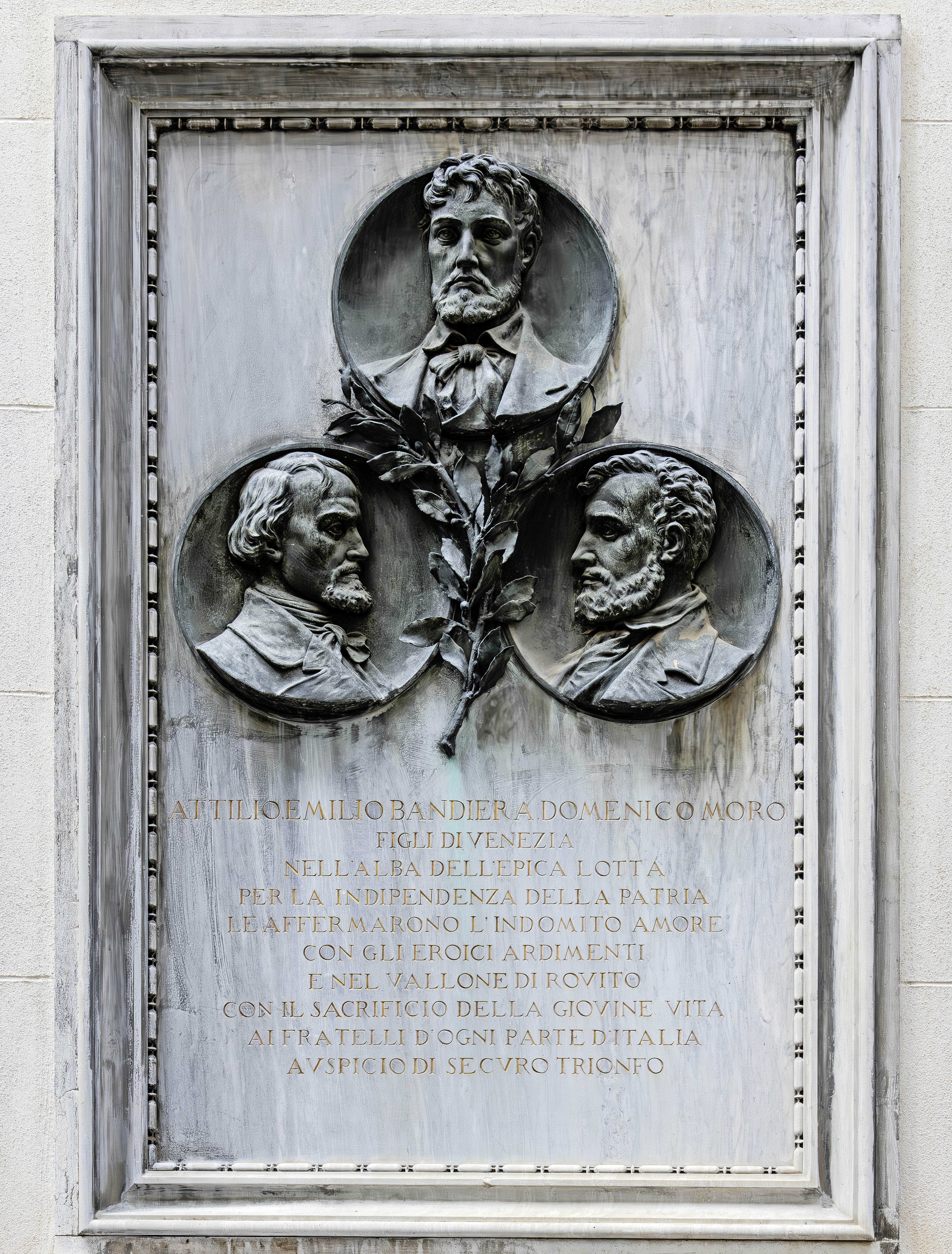
Plaque commémorative aux frères Bandierea à Venise.